# مسجد ماري (أستراليا)
مسجد ماري هو مسجد يقع في بلدة ماري في جنوب أستراليا.

## التاريخ
بُني المسجد في ق. 1882 (تشير بعض المصادر إلى عام 1861)، من قبل أفراد من المجتمع الأفغاني في جنوب أستراليا. كان هؤلاء «الأفغان» عمومًا مسلمين من الهند البريطانية آنذاك، على الرغم من أن بعضهم جاء من أفغانستان والشرق الأوسط. عملوا كقائدي جمال ومربين في المنطقة. تشير الأرقام إلى ما يقرب من 3000 منهم شاركوا في هذا النوع من العمل حتى تم تجاوزه بواسطة السيارة والقطارات في ثلاثينات القرن العشرين.
بنى المسجد مربي الجمال عبد القادر، صاحب محطة وانغامانا. ومربي آخر هو الملا عاصم خان، إمام مسجد ماري في أوائل القرن العشرين. كان في البلدة مسجدان، قبل أن يتم التخلي عن المسجد الشمالي حوالي عام 1910. يشير تقرير آخر إلى أنه تم هدم المسجد عمدا في عام 1956 من قبل القائم بالرعاية المسن، سيد غلام الدين الذي لم يعد بإمكانه صيانته.
حتى عام 2003، ورد في أحد المصادر أن أحفاد الأفغان في بلدة ماري أعادوا بناء المسجد. ومع ذلك، أظهر مسح تراثي موّلته الحكومتان الأسترالية والجنوبية الأسترالية وأجري في الفترة من أبريل 2001 إلى يونيو 2002 أن المسجد لم يعد موجودًا بصرف النظر عن مساحة من الأرض الجاهزة وما بعدها، وأن البقايا القريبة هي مكان للإبل. تقرير مسح التراث الذي نشر في عام 2002 أفاد أنه تم بناء «مسجد مقلد» داخل بلدة ماري. :263، 267، 543 تظهر خريطة سياحية نُشرت في عام 2018 مسجدًا داخل متنزه يسمى «منتزه الكاميليين الأفغان» الموجود داخل خط سكة حديد وسط أستراليا والذي كان يمر عبر المدينة.

## قراءة معمقة
- المسلمون الأستراليون الأوائل في ArdernObservations blogspot